# Sjeng Coenen

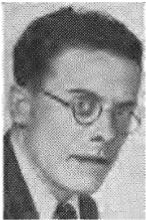
Sjeng Coenen

Der Drucker Jan Hubert (Sjeng) Coenen (* 10. Januar 1915 in Simpelveld; † 5. September 1944 in Valkenburg) war ein niederländischer Widerstandskämpfer im Zweiten Weltkrieg. Er war Rayonleider (Unterdistriktsleiter) in Simpelveld und stellvertretender Districtsleider in Gulpen der Landelijke Organisatie voor Hulp aan Onderduikers (Nationale Organisation für Hilfe an Abgetauchte, L.O.). Einige Tage vor der Befreiung von Valkenburg wurde er auf dem Cauberg von deutschen Soldaten erschossen. Sein mundartlicher Spitzname Sjeng ist vom französischen Jean abgeleitet und wird Scheng ausgesprochen. Sein Nachname Coenen wird in den Niederlanden Kunnen, also 'kunən, und nicht 'køːnən ausgesprochen.

## Vor dem Krieg
Er wurde geboren als Sohn von Nicolaas Jozef Coenen und Maria Hubertina Houben und als viertes von zehn Kindern. Die Mutter starb 1933, sein Vater bekam mit Maria Hubertina Laumen zwei weitere Kinder. Der Vater war sehr vielseitig: Küster, Drucker, verkaufte Rauch- und Schreibartikel und alkoholische Getränke und stellte Kerzen her. Sjeng war als Nachfolger seines Vaters in der Druckerei vorgesehen und lernte dort auch das Handwerk.
Vater Coenen war in Simpelveld Leiter des Kirchenchors Harmonia in dem auch Sjeng mit sang. Seine beiden Brüder, Pieter Johan (Pierre) Coenen und Josephus Hubertus (Huub) Coenen haben ebenfalls im Widerstand eine Rolle gespielt, siehe weiter unten. Ca. 1935 diente Sjeng als Wehrpflichtiger in der niederländischen Armee.

## Flüchtlingshilfe
Sjeng und sein Bruder Hub. Coenen in Simpelveld bekamen zunächst wallonische und französische Kriegsgefangene, die aus Deutschland geflohen waren, und später auch andere, von Paul Horbach aus Gulpen, von einer Gruppe Mingelers in Kerkrade und W. Rutten in Simpelveld. Sie nutzten das Hotel von Frau A. Lerschen-Houben als Durchgangshaus. Ihr Bruder P.J. Coenen war Küster in Banholt und Mheer. Er brachte sie vorübergehend im Pfarrgemeindehaus unter, danach kamen sie mit Hilfe einer Gruppe von Schleusern in Slenaken-Noorbeek in die belgischen Voeren-Dörfer zu einer Gruppe, die sich Jean nannte und einer rund Theo Brentjens, Gendarmeriekommandant in Sint-Martens-Voeren. Es gibt verschiedene Angaben darüber, ab wann die Coenen-Brüder an dieser Route für entlaufene französische Kriegsgefangene beteiligt waren: Ende 1941 oder Ende 1942
Im Herbst 1943 wurde im Hause Coenen der District Gulpen (Z19) der Landelijke Organisatie voor Hulp aan Onderduikers (Nationale Organisation für Hilfe an Untergetauchte, L.O.). gegründet. In den Provinzen war die L.O. in Distrikte unterteilt und die wiederum in Rayons. Sjeng wurde Rayonchef in seinem Heimatort Simpelveld und stellvertretender Districtsleider.
Nach den Verhaftungen in Weert, wo am 21. Juni 1944 fast die gesamte Spitze der oben genannten L.O. in der Provinz Limburg (Niederlande) verhaftet worden war und dem „Schlag von Wittem“, bei dem genau einen Monat später, am 21. Juli 1944, zehn Personen des Distrikts Gulpen der L.O. verhaftet wurden, war eines der Ergebnisse der anschließenden Folterverhören, dass die Sicherheitspolizei (Sipo) aus Maastricht, angeführt vom sadistischen Verhörspezialisten Richard Nitsch und seinem Chef Max Strobel am 22. Juli 1944 in ein Haus in Simpelveld einfielen. Dort hofften sie, Sjeng Coenen zu verhaften. In diesem Moment wurde gerade dessen Onkel begraben. Coenen konnte das Haus rechtzeitig verlassen. Sein Vater, Küster Nicola Coenen, wurde von der SiPo für eine Hausdurchsuchung aus der Kirche geholt. Der hatte aber vorgesorgt und eine Hitlerrede in seinem Tresor liegen. Er schützte auch sonst Nazisympathien vor und behauptete, nichts über den Verbleib seines Sohnes sagen zu können.

## Zur Kampfgruppe KP
Er verließ die L.O. und schloss sich daraufhin im Sommer 1944 mit seinem Kumpel Jupp Francotte aus Vaals dem Knokploeg Zuid-Limburg (Kampfgruppe Süd-Limburg) an. Sie zogen nach anderen Aufenthalten in die Taucherherberge der LO in Geulhem in de damaligen Gemeinde Valkenburg-Houthem. Diese ausgedehnte unterirdische Kalksteingrube diente als Versteck und später auch als Gefängnis für gefangene Deutsche und Kollaborateure. Sie beteiligten sich am 2. September 1944 an dem Angriff auf das Gefängnis von Maastricht. Bei diesem Überfall wurden 80 Gefangene befreit.

## Verhaftung und Hinrichtung
Am 5. September 1944 (Dolle Dinsdag) wurden Coenen und Francotte von deutschen Soldaten festgenommen. Sie hatten gerade Fahrzeuge aus dem Bauernhof von J. F. A. Horsmans im Flecken Ulestraten bei Meerssen abgeholt (dies war nicht ihr Hauptquartier, das sich im selben Ort befand) und sie in einem Wald versteckt, weil dort zurückziehende deutsche Soldaten untergebracht werden sollten, aber sie waren noch nicht ganz fertig. Als sie zurückkamen, waren die Deutschen bereits eingetroffen. Diese wurden misstrauisch, trotz Bestätigung von Horsmans, dass sie Bekannte von ihm waren, und fanden eine Pistole bei Coenen. Im Auftrag des Valkenburger Ortskommandanten Bernhardt wurden sie auf dem Cauberg erschossen. Der ebenfalls anwesende Dick Meulenkamp hatte entkommen können, weil Coenen die Aufmerksamkeit abgelenkt hatte.

## Denkmal

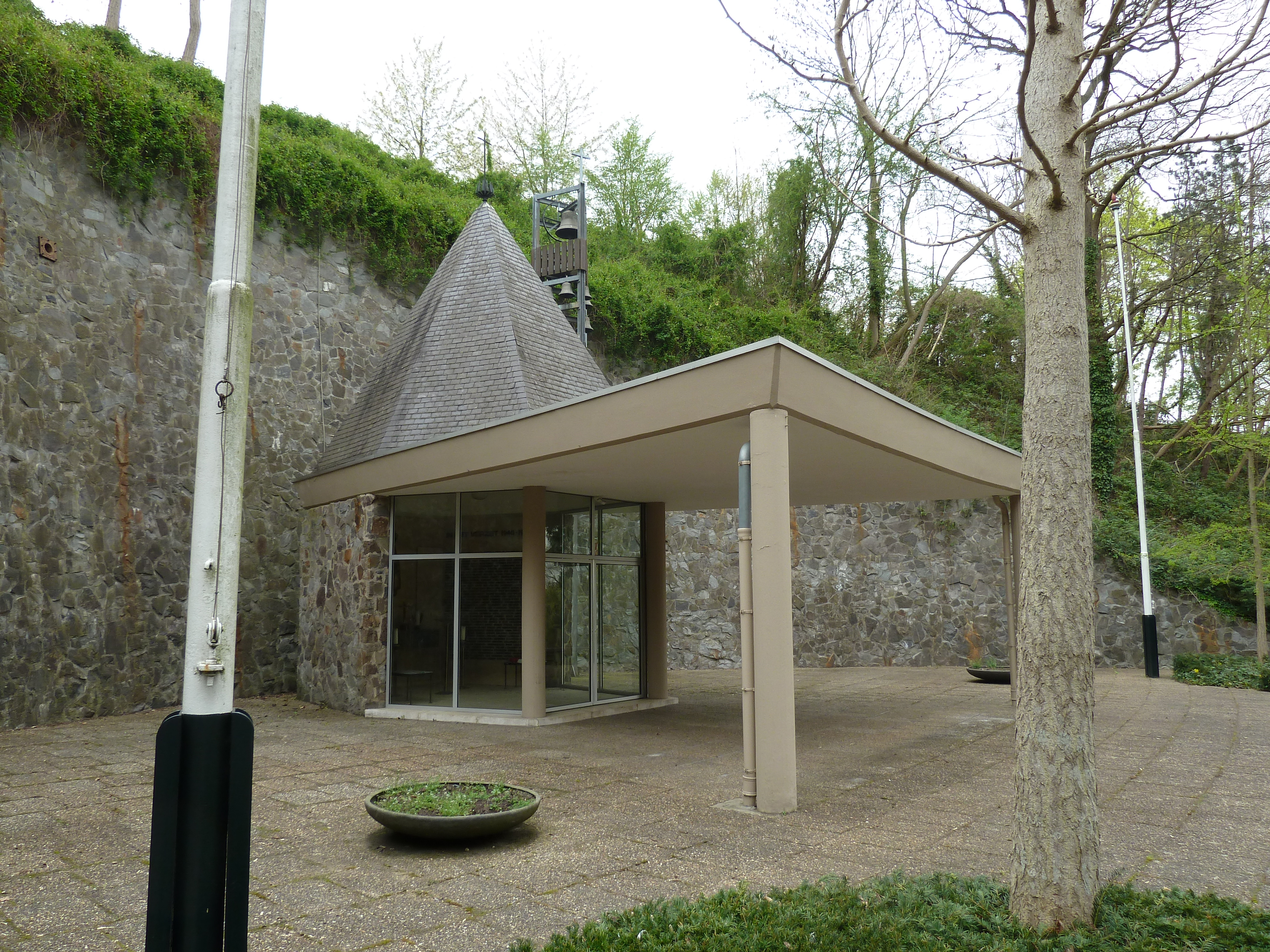
Valkenburg an der Göhl – Widerstandsdenkmal der Provinz Limburg auf dem Cauberg

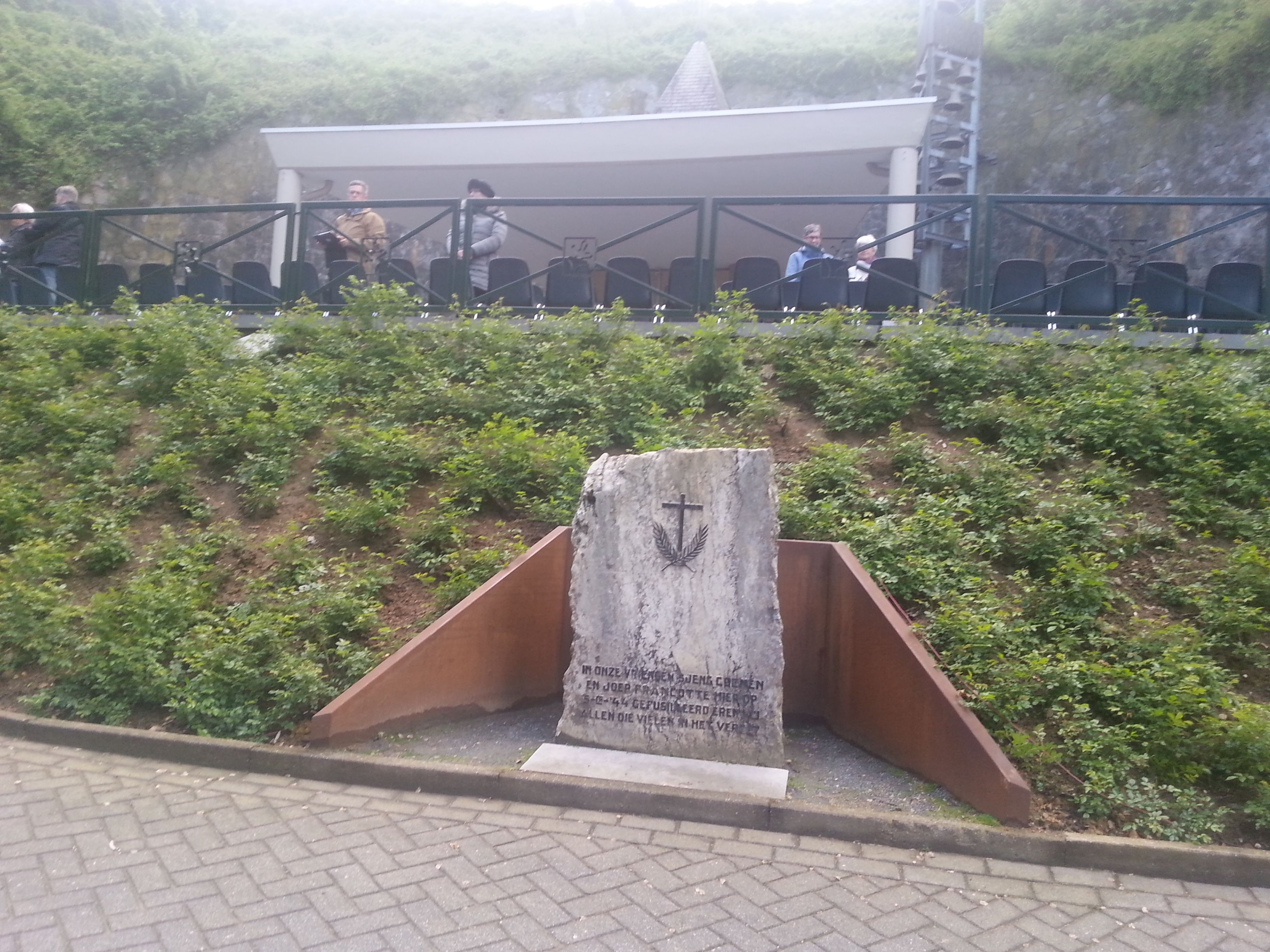
Gedenkstein für Coenen und Francotte vor dem Widerstandsdenkmal

Das Denkmal für die Gefallenen des Limburger Widerstands wurde an der Stelle errichtet, an der Coenen und Francotte hingerichtet wurden. Am 18. Mai 1958 wurde dort eine sechseckige Kapelle eröffnet, mit an den Wänden die Namen der im Zweiten Weltkrieg gefallenen limburgischen Widerstandskämpfer. Vor der Kapelle befindet sich direkt an der Straße ein Gedenkstein für Coenen und Francotte. In der Kapelle selbst findet jährlich am 4. Mai, wie überall im Lande, unter dem Namen Nationale Dodenherdenking eine Gedenkfeier statt für alle Toten der letzten Kriege. Der nächste Tag, also der 5. Mai, ist der Nationalfeiertag, an dem in die Befreiung des ganzen Landes vom Nationalsozialismus erinnert wird. Bis 2005 fand in dieser Kapelle jedes Jahr Anfang September ein gesonderte Gedenkfeier der Vereinigung der ehemaligen Limburger Widerstandskämpfer (Voormalig Verzet Nederland, Abteilung Limburg) statt, denn die Befreiung von großen Teilen von Limburg war schon im September 1944. Die Vereinigung ist inzwischen ausgestorben.